# かわせみ やませみ・いさぶろう・しんぺい
かわせみ やませみ・いさぶろう・しんぺいは、九州旅客鉄道（JR九州）が博多駅 - 門司港駅間を鹿児島本線経由で特別運行していた臨時特別急行列車である。
列車としては「かわせみ やませみ」と「いさぶろう」、または「かわせみ やませみ」と「しんぺい」の併結扱いとなっていた。

## 概要
2020年7月3日の豪雨により肥薩線八代駅 - 吉松駅間が被災し復旧に長期間を要する状態となったため、同区間で運行していた特急「かわせみ やませみ」車両と「いさぶろう・しんぺい」車両を併結して門司港駅 - 博多駅間で運行していた列車である。
全車指定席で、指定席特急券の発券上は「かわせみ やませみ」と「いさぶろう・しんぺい」は別列車扱いとなっていた。また時刻表などでも別列車扱いとされていた。

## 運行概況
2020年7月に運行予定だった臨時快速「8月8日に豊肥本線が全線開通します」号のダイヤをベースにしており、午前中に博多発門司港行きの「かわせみ やませみ92号」および「しんぺい92号」として運行し、午後に門司港発博多行きの「かわせみ やませみ91号」および「いさぶろう91号」として折り返し博多に戻るダイヤとなっていた。
なお2022年7月2日から同年8月26日までの間は、「かわせみ やませみ」編成単独の運転となった。
運転日は当面、2020年11月29日までの予定だったが、2020年10月26日に2021年2月までの延長が、2021年1月に更に期間を2021年6月まで及びそれ以降と次々と延長することが発表され、最終的には2022年9月23日ダイヤ改正で「かわせみ やませみ」が豊肥本線で運行を開始するまで運転されていた。

### 停車駅
門司港駅 - 門司駅 - 小倉駅 - 黒崎駅 - 折尾駅 - 香椎駅 - 博多駅

### 使用車両
「かわせみ やませみ」（キハ47 8087「かわせみ」、キハ47 9051「やませみ」）を博多寄りに連結し、「いさぶろう・しんぺい」（キハ47 9082、キハ47 8159）を門司港寄りに連結した4両編成で運行した。
1・2号車は「かわせみ やませみ」、3・4号車は「いさぶろう・しんぺい」が使用された。2号車に設置されているかわせみベンチシートは、2021年3月31日運行分までフリースペース扱いのため販売していなかったが、翌日運行分からはかわせみベンチシートの指定席券が販売開始された。また、3・4号車にある座席番号の振られていない席はフリースペース扱いとなっていた。

## 沿革
- 2020年（令和2年）8月8日：肥薩線応援企画として、門司港駅 - 博多駅間で1往復運転開始（土曜・休日、長期休み期間中に運転、全区間で「かわせみ やませみ」+「いさぶろう・しんぺい」と併結）。当初は11月29日までの運転予定だったが、2021年10月以降も度々運転期間の延長が繰り替えされた[4][5]。2号車(座席番号:8D、9D)のやませみベンチシートは、当初、フリースペース扱いであったが、2021年4月以降は、従来通り指定席に戻された。

- 2021年（令和3年）10月1日～3日：佐賀･長崎デスティネーションプレキャンペーンに先立って、佐賀ー長崎間(往路は長崎本線、復路は大村線・佐世保線経由で一周)で「かわせみ やませみ」+「いさぶろう・しんぺい」に加え「はやとの風」を併結した団体臨時列車[つながる3つのD&S列車乗車ツアー]を6両編成で運転した。